# Irsta HF
Irsta HF var en handbollsklubb från Irsta i Västerås kommun, som bildades 1965 som en utbrytning ur Irsta IF. Klubben gick 2011 ihop med IVH Västerås HK (tidigare Västerås HF) och bildade VästeråsIrsta HF.

## Herrlaget
Irsta HF:s herrlag har åtta säsonger spelat i högsta serien (elitserien) 1989–1996 och 2005. Herrarna vann ett SM-silver 1991 efter finalförlust mot HK Drott.
Klubbfärgerna är grönt och vitt. Några stora profiler på herrsidan som har spelat i Irsta är Dan Beutler, Jan Lennartsson, Robert Venäläinen, Björn Boman, Mats Fransson, Johan Lindahl, Morgan Hermundstad, Magnus Sannemalm, Björn Jilsén, Pär Jilsén, Claes Hellgren och Bo Carlsson.

## Damlaget
Irsta HF:s damlag är en klassisk förening inom svensk damhandboll. Klubben har inte dominerat vad gäller SM-titlar men har nästan ständigt tillhört topplagen i allsvenskan och elitserien. Damlaget har spelat 33 säsonger i damernas högsta serie. Man ligger nu ännu tvåa i maratontabellen för damelitserien. Damerna har två SM titlar 1986 och 1991 och man har spelat många finaler.
Lollo Andreini (91 landskamper 1978–1985) var en dominerande spelare i slutet av 1970-talet och 1980-talets början i Irsta. Hon var också med och tog SM-guld 1991, Irstas andra och sista (klubben finns inte längre) damguld. Dominerande var också bland andra Malin Lake (58 landskamper 1985–1991). Senare  kom Jessica Enström (125 landskamper 1995–2008), Camilla Eriksson (26 landskamper) och Jenny Lindblom (61 landskamper), alla dessa tre kom från Fjärdhundra SK. Kalmarflickan Helena Lindblom med 84 landskamper 1987–1995 var också med i guldlaget 1991.
Irsta HF har i omgångar samarbetat med Västerås HF. Ungdomsklubbarna fanns dock kvar men i eliten hette laget en period Irsta Västerås Handboll innan Irsta HF avbröt samarbetet 2006 och startade ett eget lag igen. Kvar blev Västerås HF, som bytte namn till IVH Västerås. Irsta HF och IVH Västerås har sedan 2011 slagit ihop elitlagen och ungdomslagen och bildat VästeråsIrsta HF.